# Silk Road Fashion
Das Silk-Road-Fashion-Projekt, das seit August 2013 läuft, ist ein deutsch-chinesisches interdisziplinäres Forschungsprojekt, das sich zur Aufgabe gemacht hat, die Kommunikation durch Kleidung des  1. Jahrtausends v. Chr. in Ostzentralasien zu erforschen. Man gewann daraus Erkenntnisse über Technik- und Körperwissen,  Sozialstrukturen, Ressourcenverfügbarkeit, Wirtschaftsgeschichte und Handelsnetze in Ostzentralasien ca. 1200 v. Chr. bis 300 n. Chr.
Das Projekt ist Teil der Schwerpunktförderung „Sprache der Objekte“ des Bundesministeriums für Bildung und Forschung (BMBF).
Es erlangte eine größere Bekanntheit durch die Entdeckung der ältesten Hose der Welt.

## Beteiligte Projektpartner
Beteiligte Projektpartner sind das  Deutsche Archäologische Institut, Eurasien-Abteilung, Außenstelle Peking; Naturwissenschaftliches Referat der Zentrale, das Landesamt für Denkmalpflege und Archäologie Sachsen-Anhalt –  Landesmuseum für Vorgeschichte, die Martin-Luther-Universität Halle-Wittenberg, Institut für Chemie, Bereich Organische Chemie, die Freie Universität Berlin mit dem Kunsthistorischen Institut, Fachrichtung Ostasiatische Kunstgeschichte und dem Institut für Geologische Wissenschaften, Fachrichtung Paläontologie, das Leibniz-Institut für Zoo- und Wildtierforschung (IZW) im Forschungsverbund Berlin e. V., die Berlin-Brandenburgische Akademie der Wissenschaften (BBAW), Turfanforschung sowie auf chinesischer Seite die Chinesische Akademie für Kulturerbe und das Denkmalamt der Autonomen Region der Uyguren, Xinjiang. Der Vertrag für dieses Kooperationsprojekt wurde am 11. April 2013 geschlossen zwischen dem Deutschen Archäologischen Institut, dem Denkmalamt des Gebietes Uyguren Xinjiang und der Chinesischen Akademie für das Kulturerbe in Anwesenheit des Staatsamtes für Kulturerbe der Volksrepublik China und der Deutschen Botschaft Peking.
Das Projekt wird von Mayke Wagner vom Deutschen Archäologischen Institut geleitet.

## Wissenschaftlicher Ansatz
Die Forschungen und Ausgrabungen konzentrieren sich auf zwei Fundplätze, Gräberfelder mit mehreren tausend  Gräbern aus mehreren Jahrhunderten. Die Ausgrabungen, die meist schon mehrere Jahrzehnte andauern, sollen mit Hilfe eines interdisziplinären Teams wissenschaftlich in den bisherigen Forschungsstand eingefügt werden.
Die Zusammenarbeit der unterschiedlichen Institute ermöglicht eine vielschichtige Forschung mit Methoden der Archäologie, Textil- und Lederforschung und Farbstoff-, Web- und Schnittanalyse, Ornamentkunde, Paläopathologie, Vegetations- und  Klimaforschung sowie Linguistik.
Untersucht werden ca. 20 vollständige Ausstattungen mit insgesamt etwa 100 Fundstücken und Objektgruppen, die in den Regionen Turfan und Hami, einer Oase in der Wüste Gobi, gefunden wurden.
Untersuchungsgegenstand sind folgende Fragen: Wann trug man diese Kleidung? Wo trug man welche Kleidung? Wie wurde sie hergestellt? Gibt es geschlechts-, alters- oder standesspezifische Merkmale? Gibt es spezielle Moden einzelner Gruppen? Welche Schlüsse lassen sich aus der Kleidung auf die damaligen geo-klimatischen Bedingungen und auf die damaligen Handelswege ziehen.
Vergleichsstudien beziehen auch die Nachbarregionen in die Analysen mit ein. Untersucht werden  die Pazyryk-Kultur im Altai, Gräber der Xiongnu-Nomaden in der Mongolei, chinesische Textilien und Schnittmodelle oder griechisch-römische Darstellungen von Bekleidung und Accessoires.

## Forschungsergebnisse
Im autonomen Gebiet der Uyguren, Xinjiang, in der Turfan-Oase im Nordwesten Chinas wurden in Gräbern bis zu 3000 Jahre alte Textilien gefunden. Zu dieser Zeit breitete sich die  nomadische Weidewirtschaft in Asien aus. Die zunehmende extreme Trockenheit sorgte für eine natürliche Konservierung.

### Alte Reithose
Das bislang älteste Exemplar einer Reithose wurde als Teil einer Grabausstattung im Yanghai-Gräberfeld in der Nähe von Turfan gefunden und auf das Ende des 2. Jahrtausends v. Chr. datiert, entsprechend einem Alter von rund 3.200 Jahren. Ein deutsch-chinesisches Team, das die gewebten Wollhosen im Rahmen des Silk Road Fashion-Projekts untersuchte, fand heraus, dass die Hosen aus drei Teilen bestehen, zwei Beinteilen und einem gestuften Zwickelteil, welches durch seine große Weite ein Spreizen der Beine seitwärts erlaubte, wie es beim Reiten benötigt wurde. Für die Herstellung wurde der Stoff nicht zugeschnitten, sondern maßgewebt.

### Weitere Kleidungsfunde
Die Kleiderfunde aus dem 7. bis 3. Jahrhundert v. Chr. konnten lokalen oder zugewanderten Hirtengruppen zugeordnet werden. Die jüngeren Funde aus dem 3. bis 1. Jahrhundert v. Chr. zeigen deutliche Einflüsse von Zuwanderern und Durchreisenden aus China, dem Graeco-Römischen Reich, Parthien, Sogdien, dem Kuschan-Reich in sakischen Stadtstaaten am Südrand des Tarim-Beckens und belegen bereits vermutete Kontakte und Handelswege. Die Griechen drangen nach Osten vor, die Chinesen nach Westen, der Handel blühte auf und sorgte für häufigen Kontakt dieser Volksgruppen. Die Anfänge dieser Kontakte und die gegenseitigen Einflüsse kann man an der Kleidung ablesen.

### Farben und Fasern
Analysen der Fasern und Färbemittel offenbarten die Nutzung der Färbemittel Krapprot (Alizarin), Purpurin, Rubiadin, Quinizarin, Indigo und Indirubin. Für Rottöne wurde hauptsächlich lokal wachsendes Krapp genutzt, Indigo für die Blautöne wurde vermutlich importiert. Dies beweist nicht nur den Handel, sondern repräsentiert auch eine der ältesten wissenschaftlich bewiesenen Nutzungen von Krapp und Indigo zum Färben von Textilien in der Xinjiang-Region.
Materialanalysen und Funddokumentationen helfen bei der Entwicklung nachhaltiger Verfahren und  Konservierungs- und Restaurierungsmaßnahmen für den physischen Erhalt von Kulturerbe in Xinjiang sowie dem Ausbau der virtuellen Verfügbarkeit weltweit.

### Weitere Funde
Nationalgeschichtliche Erkenntnisse brachten nicht nur die Untersuchung der Gräberfelder, sondern auch die Entdeckung von Wohnbauten, buddhistische Kloster- und Tempelanlagen, Stupas, Straßen, Handwerksbetriebe, Bewässerungssysteme, Stadtmauern sowie Gärten und Felder in der Nähe. Aus der Untersuchung der Ausstattungen von Individuen, ihrem klimatischen Umfeld und der Texte in Lokalsprachen konnten in Qualität und Quantität beispiellose Primärdaten gewonnen werden.

### Projektbezogene Ergebnisse
Neben Lehrmaterial und wissenschaftlichen Artikeln über die Ergebnisse sollen im Rahmen des Projektes außerdem sechs Dissertationen entstehen.
Mehrere Museumsausstellungen sind geplant.
In einer internationalen Modenschau soll ab 2017 die Wirkung der Kleidungsstücke am bewegten Körper präsentiert werden.